# Textilanyagok kikészítése
A textilanyagok kikészítése – röviden textilkikészítés – számos gyártási folyamat gyűjtőneve, amelyekkel a kelmeképző gépről lekerült nyers kelme tulajdonságait a felhasználási célnak, a végfelhasználó igényeinek megfelelően módosítják és a terméket végleges formába hozzák.
A kikészítési műveleteket
- laza szálasanyag halmazon,
- fonalon,
- méterárun (azaz a továbbfeldolgozásra, pl. szabásra-varrásra alkalmas összefüggő kelmén), vagy
- a konfekcionált darabárun (pl. harisnyán, megvarrt ruhadarabon) végzik el.

A textilkikészítési műveletek között
- kémiai,
- fizikai-kémiai és
- mechanikai

eljárásokat különböztetnek meg. Egy másik szokásos csoportosítás szerint a kikészítési eljárásokat
- nedves és
- száraz

műveletek szerint csoportosítják.
Azt, hogy milyen kikészítési eljárást alkalmaznak egy bizonyos terméken, az dönti el, hogy
- a kelme ill. termék milyen nyersanyag(ok)ból készült,
- milyen eljárással állították elő és
- milyen hatást kívánnak elérni.

A műveletek sorrendje sem közömbös, mert egymás hatását ronthatják vagy közömbösíthetik.

## A kikészítési műveletek célja
A textilkikészítési műveleteknek – akár egymással kombinálva is – többféle célja lehet:
- egyenletes, tiszta kelmefelület biztosítása,
- a fényhatás fokozása vagy tompítása,
- valamilyen szín- vagy felületi mintázat készítése,
- fogásjavítás,
- száltakaró létrehozása,
- tömörítés,
- a tartósság növelése,
- a kezelési tulajdonságok javítása,
- meghatározott célnak megfelelő speciális tulajdonságok elérése.

## Előkészítő műveletek
A különböző kelmék előkészítő műveletei olyan mechanikai vagy kémiai folyamatok, amelyekkel eltávolítják a textíliákról a természetes szennyezőanyagokat (pl. a pamutról a pamutviaszt, a gyapjúról a gyapjúzsírt, a selyemszálról a hámréteget stb.) ill. a fonás és kelmeképzés során mesterségesen felvitt, a feldolgozást könnyítő segédanyagokat (íranyagot, a kötőfonalakra felvitt paraffint stb.).

### Mechanikai előkészítő műveletek
A nyers kelmék felülete esetenként egyenlőtlen, bolyhos, szőrös, esetleg eldolgozatlan fonalvégeket tartalmaz, lehetnek benne a kelmeképzés során bekövetkezett hibás vagy szennyezett helyek. A kikészítést megelőzően a javítható hibákat ki kell javítani (pl. a kilógó fonalvégeket, csomókat le kell vágni, a leesett szemeket fel kell szedni, a szövéshibákat kézi munkával ki kell javítani stb.). A szövetfelületről a maghéjakat, göböket csiszolással vagy nyírással, a nagyon kis méretű pihéket, bolyhokat, apró szálakat perzseléssel (a szövetet egy gázlángsor előtt vezetik el nagy sebességgel) távolítják el.

### Kémiai előkészítő műveletek

#### Írtelenítés
A szövés-előkészítés során a láncfonalakat írezik, hogy ellenállóbbá tegyék a szövés során fellépő húzó és koptató igénybevételekkel szemben. A szövés befejeztével az íranyagot el kell távolítani, mert zavarná a további kikészítő műveleteket (fehérítést, színezést, színnyomást), ez forró vízben való kimosással történik. A keményítő lebontásához gyakran enzimeket (amilázok) adnak a mosófürdőhöz. Más eljárásnál a mosóvízhez adagolt oxidálószerekkel vagy biológiai úton (baktériumok segítségével) bontják le a keményítőt.

#### Lúgos főzés
A cellulóz alapú természetes szálasanyagokból (pamut, készült textíliákat forró, alkalikus főzésnek vetik alá nyomás alatt, 120–130 °C hőmérsékleten. A cél a cellulóz kísérőanyagainak lebontása és oldatba vitele, a cellulóz lehető legnagyobb fokú tisztítása. Erre általában nátronlúg oldatot használnak, amit 8–12 óra hosszat folyamatosan áramoltatnak át az autoklávban elhelyezett anyagon. Megoldották az eljárás folyamatosítását is, erre speciális berendezések állnak rendelkezésre pihentető toronnyal. A főzést minden esetben intenzív mosás követi.

#### Mosás
A kikészítésre kerülő textilanyag különféle szennyeződéseket tartalmaz. Ezek részben természetes szennyezőanyagok, részben olyan, a fonás és a kelmeképzés során – a munkafolyamatokat megkönnyítő – mesterségesen felvitt segédanyagok (különböző vegyi anyagok), amelyek a későbbi feldolgozást (a további kikészítő műveleteket, különösen a színezést) akadályoznák. Ezeket az anyagokat el kell távolítani, ezért a kikészítő műveletek első folyamata a mosás. A mosást megfelelő mosószert tartalmazó vízben végzik. A mosószer feladata az emulgeálható szennyeződések (zsírok, olajok), a diszpergálható szennyezőanyagok (szilárd szennyeződések, pl. por) és a vízben oldható szennyezőanyagok leválasztása a textilanyagról és lebegésben tartásuk a mosófürdőben, hogy amikor a mosófürdőt leeresztik, azzal együtt ezek is eltávozzanak. Többféle mosószer létezik (szappanok, zsíralkohol-szulfonátok, zsírsav-kondenzációs termékek, szintetikus mosószerek), ezek közül a legfontosabbak ma a szintetikus mosószerek.

#### Fehérítés
A fehérítés célja a szálasanyagok színeződését előidéző szennyezőanyagok eltávolítása – ha azok mosással nem távolíthatók el – vagy legalábbis elszíntelenítése és ezáltal tiszta fehér színű textília előállítása. A fehérítésnek kétféle módja használatos: a kémiai és az optikai fehérítés.
Kémiai fehérítésnél a szálasanyagban előforduló színezőanyagokat oxidálószerekkel roncsolják el. Nátrium-hipokloritot (NaOCl) használnak a cellulóz- (pl. pamut-) és a poliészterszálakból készült textíliákhoz, hidrogén-peroxidot (H2O2) a cellulóz- és az állati eredetű szálakból (pl. gyapjúból, selyemből) készült termékekhez, nátrium-kloritot (NaClO2) pedig az állati eredetű szálakon kívül a többi nyersanyaghoz. 
Az optikai fehérítést igen nagyfokú fehérség elérésére használják. Az optikai fehérítőszerek fluoreszkáló szerves vegyületek, amelyek a textilanyag felületére eső fény ibolyántúli (tehát nem látható) sugarait látható kék fénnyé alakítják és ez verődik vissza az anyag felületéről. Az alapanyag sárgás színe és az optikai fehérítő által létrehozott kék szín egymást fehérré egészíti ki. Különösen ultraibolya sugárzást is tartalmazó fényben (pl. fénycsővilágításnál) ezek a textíliák vakító fehérnek látszanak. Az optikai fehérítést a kémiai fehérítést követően alkalmazzák.

#### Lúgozás, mercerezés
A cellulóz alapú szálak (pamut, len) színezékfelvételének javítása érdekében a szövetet hidegen (10–18 °C), enyhe (18–20 °Bé) nátronlúgos oldattal kezelik. A lúg hatására a pamutszálak megduzzadnak, 10–15%-kal bezsugorodnak, kisimulnak, szakítószilárdságuk, víz- és színezékfelvevő képességük nő.
A feltalálóról, John Mercerről elnevezett mercerezés a pamutfonal vagy -szövet kifeszített állapotában történő lúgozása. Ehhez tömény (27–30 °Bé) hideg nátronlúg oldatot használnak. A lúgos kezelés közben alkalmazott erős feszítés megakadályozza a szálak zsugorodását, még jobban kisimulnak és növekszik a fényvisszaverő képességük, aminek következtében a fonal ill. szövet nagyon szép fényes lesz. Egy másik eljárásnál nátronlúg helyett folyékony ammóniát használnak, ami kevésbé környezetszennyező módszer, mint a lúgos mercerezés, de hatása a lúgos kezeléséhez hasonló.

#### A gyapjú előkészítése
A nyers, laza gyapjút minőség és szín szerint osztályozzák, bontógépen fürtökre bontják és eközben megszabadítják a durvább, darabos szennyezőanyagoktól. Ezután vizes mosással eltávolítják a szálakról a verejték- és ürülékmaradványokat, majd oldószeres extrahálással vagy mosószeres mosással a gyapjúzsírt. A mosással leoldott gyapjúzsír lanolin formájában továbbhasznosítható.
Az oldószeres extraháláshoz szerves oldószereket (benzin, triklór-etilén, szén-tetraklorid) használnak. A gyapjúzsír olvadáspontja kb. 40 ºC, a mosást ennél valamivel magasabb (45–50 ºC) hőmérsékleten végzik. 
A mosószeres mosásra lúgos (szódás, szódás-szappanos), szintetikus mosószeres, vagy enyhén savas fürdő alkalmazható. A lúgos gyapjúmosás optimális pH értéke 9–10, ennél magasabb pH esetén a gyapjú károsodik. Savas mosás esetén 4–5 pH értéket kell beállítani és erre csak nemionos tenzidek használhatók. Ennek a módszernek azonban az a hátránya, hogy ebben a tartományban már igen intentzív a berendezések vasalkatrészeinek korróziója.

#### Karbonizálás
A karbonizálás a gyapjúban előforduló növényi (vagyis cellulózból álló) szennyezőanyagok elszenesítését jelenti. A műveletet laza állapotú gyapjún vagy szövet alakjában is el lehet végezni. A cellulóz szennyezőanyagokat tartalmazó gyapjút 10–35 percig kénsavban áztatják, majd centrifugálást és 60–70 °C-on történő szárítást követően 105–110 °C hőmérsékleten teszik ki a benne maradt kénsav hatásának, amely a gyapjút nem károsítja, de a növényi részek elszenesednek és kiporolhatók. Utána lúgos fürdőben végzett semlegesítés következik.

#### Ványolás (kallózás)
A ványolás (más néven: kallózás) célja a gyapjúszövetek tömörítése, a szövet felületén nemezréteg kialakítása. A ványolás a gyapjú nemezelődési hajlamán alapul: a gyapjúszál 45 °C körüli hőmérsékleten, lúgos (pH 8-10) vagy savas (pH 3–5) közegben megduzzad, a felületét borító, tetőcserép szerű pikkelyek szétnyílnak, az egymás mellé kerülő, pikkelyeikkel ellentétes irányban álló szálak összeakaszkodva mozgatás hatására úgy mozdulnak el, hogy tömörödnek. A ványolást tehát nedves, lúgos vagy savas közegben, erőteljes mozgatással érik el.

## Színezés
A textilipar szaknyelvében a színezés kémiai folyamatot jelent, amelyben a színezőanyag (színezék) beépül a szálak belsejébe és teljes keresztmetszetükben átszínezi azokat. Festésnek nevezik ezzel szemben azt az eljárást, amikor csak az anyag felületére visznek fel és rögzítenek ott színes anyagot (festéket).
A színezékek olyan vegyületek, amelyek
- a színskála valamely színének elnyelésére képesek, így azokat a szemlélő színesnek látja,
- a textilszálak valamelyik típusára felvihetők és ott
- tartósan megköthetők (bírják a további megmunkálások és a használat igénybevételeit, vagyis a velük készített színezések színtartók),
- ipari körülmények között gazdaságosan és biztonságosan alkalmazhatók,
- sem az alapanyagra, sem a felhasználóra nézve nem veszélyesek (nem mérgező, maró vagy roncsoló hatásúak).

A színezékek mindig tartalmaznak kromfor (színt hozó) és auxokrom (színt növelő) atomcsoportot. A kromofor atomcsoportok a látható színképtartományban abszorbeálnak fényhullámokat. Az auxokrom atomcsoportok önmaguk nem teszik színessé a molekulát, de eltolják annak fényelnyelő képességét a látható fény tartományába.
A nagyon sokféle textilszínezék kémiai tulajdonságaik és alkalmazásuk módja szerint több csoportba sorolható: A színezékek kémiai szerkezet szerinti csoportosítását a nemzetközileg elfogadott Colour Index tartalmazza.
A színezési folyamatban a színezéket, valamint a színezéshez szükséges egyéb vegyszereket, segédanyagokat vízben feloldják vagy diszpergálják,  és ebbe az ún. színezőfürdőbe helyezik a színezendő textilanyagot. A kihúzatásos (szakaszos) eljárásoknál a színezőfürdő folyamatos áramoltatásával vagy a színezendő anyag folyamatos mozgatásával, valamint a hőmérséklet meghatározott határig történő folyamatos emelésével elérik, hogy a fürdőben levő színezékrészecskék a textíliával érintkezve „felhúznak” a szálasanyagra, majd behatolnak a szál belsejébe és a határfelületen fizikai vagy kémiai erők révén rögződnek. Eközben a színezőfürdő színezéket veszítve elszíneződik, a textilanyag pedig színessé válik. A megszabott technológiai idő elteltével – ami általában több óra – az elhasznált színezőfürdőt leengedik, a textilanyagot öblítik, elvégzik a szükséges utánkezelő műveleteket, majd a színezett textíliát víztelenítik és megszárítják.
A kihúzatásos eljárásokon kívül ismertek folyamatos és félfolyamatos színezési technológiák is. Mindkét esetben a kelmét széles állapotban telítik a színezőfürdővel, majd egymáshoz préselt puha- ill. keménygumi hengerek között kipréselik a meghatározott mértékű fürdőfelvitel biztosítása érdekében. Amennyiben a színezésrögzítést is folyamatosan végzik (színezékcsoporttól függően pl. gőzöléssel vagy forrólevegős hőrögzítéssel stb.), úgy folyamatos eljárásról van szó. A telítés-kipréselés után a színezékrögzítés történhet szakaszosan (pl. pihentetés a tekercs forgatása során teremhőmérsékleten vagy gőztérben, ill. kihúzatásos eljárásra alkalmas gépen), ez jellemzi a félfolyamatos színezőeljárásokat.
A színezés technológiai követelményei előírják, hogy a kezelést milyen hőfokon kell végezni. Ebből a szempontból megkülönböztetünk
- atmoszférikus nyomáson (néhány fokkal 100 °C alatt) és
- nagy nyomáson (120–130 °C körüli hőmérsékleten)

végzett színezést. Az utóbbit az angol High Temperature vagy a német Hochtemperatur kifejezések után HT színezésnek nevezik és elsősorban a poliészterből készült textíliák színezésénél alkalmazzák. (A poliészter atmoszférikus nyomáson is színezhető, de ebben az esetben ún. vivőanyagot, carriert kell használni a színezékfelvitel elősegítésére.)

## Színnyomás
A színnyomás a különböző eljárásokkal előállított kelméknek – mechanikai mintázásnál a színes fonalak beszövésével, bekötésével történő mintázása (tarkázása) mellett – az egyik leggyakrabban alkalmazott kémiai mintázási eljárása. A színnyomás az egységes szerkezetű  textilfelület helyenkénti figurális színezése, vagy helyenkénti színezékelrocsolása (pl. előszínezett kelmék fehér vagy színes marónyomása). A mintát – amely a kelmének csak az egyik oldalán (eseteként, egyedi igények esetében a fonákoldalán is) jelenik meg – a színes részek elrendeződése adja.

### Hengernyomás
A hengernyomás ma már elavult technológiának számít. A hengernyomógépen a forgó központi dob körül helyezkednek el a nyomóhengerek, amelyek felületébe belevésik a mintát. Annyi nyomóhengerre van szükség, ahány színű mintát készítenek; a gépeken általában 8–10 nyomóhenger helyezhető el. A nyomandó kelme a fődob és a nyomóhengerek között fut. A dobbal azonos kerületi sebességgel forgó nyomóhengerek alatt egy vályúban helyezik el a pépes állagú színezék oldatot, amit egy segédhenger juttat a nyomóhengerre. A henger felületéről leválasztják a felesleges színezéket, az csak a véset mintában ül meg, és onnan kerül át a kelmére. Az egymást követő nyomóhengerekkel felvitt különböző színek adják ki a mintát. A színezék megkötése a szárítást követő gőzöléssel történik, majd mosással távolítják el a felesleges, meg nem kötött színezéket és más vegyszereket.
A hengernyomás a nyomóhengerek készítésének nagy költsége miatt csak igen nagy tételek – több tízezer méter egyféle mintával, lehetőleg egyféle színállásban – gyártása esetén kifizetődő, ami ma már ellenkezik a piac követelményeivel, amely sokszor legfeljebb néhány száz méternyi azonos mintázatú, azonos színállású kelmét igényel. Ez a fő oka a hengernyomás háttérbe szorulásának.

### Filmnyomás
Filmnyomásnál a kelmét egy hosszú asztalra feszítik ki. A mintát egy szitaszövetre viszik fel. A szitaszövetet fényérzékeny zselatinoldattal vonják be és ráfényképezik a mintát. A fény hatására a zselatin megszilárdul. Az ezt követő kimosásnál azokról a részekről, amelyeket nem ért fény, a zselatin lemosódik és a szitaszövet átlátszó – a színezék számára átjárható – marad. Az így elkészült sablont a felső (a színezékkel érintkező) oldalán vékony rétegben lakkal vonják be, majd a szabad nyílások helyén szívással eltávolítják. Így a lakk csak a sablon tömör részein marad meg. Annyi ilyen sablont készítenek, ahány színű minta nyomására készülnek, mert minden szín másutt helyezkedik el a mintában, a sablonokon eszerint különböző helyeken kell a szitát a színezék számára átjárhatóvá tenni.
A filmnyomás tiszta és élénk színek nyomására alkalmas és általa nagyobb mintapontosság érhető el, mint a hengernyomásnál. Az alkalmazható színek száma – különösen a kézi síkfilmnyomásnál – szinte korlátlan lehet. A sablonkészítés költségei jóval kisebbek, mint a nyomóhengereké és a mintaváltás sokkal rövidebb idő alatt végezhető el, mint hengernyomásnál.
- Síkfilmnyomásnál[37] az így elkészített sablont egy keretre feszítik, vékony rétegben az egyik színezékkel töltik fel és ráhelyezik a szövetre. Egy erre szolgáló nyomókéssel átnyomják a színezéket a sablon nyílásain, amely így a kelmére kerül. Ezt követőleg a sablont egy osztásnyival odébb helyezik és a műveletet megismétlik, egészen addig, amíg a kifeszített kelme végéig érnek. Ezután hasonlóképpen mennek végig a másik sablonnal, amely egy másik színt visz fel. Gondosan ügyelni kell arra, hogy a különböző színeket felvivő sablonok pontosan azonos helyekre kerüljenek, hogy a színek a megfelelő helyüket foglalhassák el a mintában.

Az itt leírt eljárás a kézi filmnyomás, mert a sablonokat kézzel helyezik a megfelelő helyre és a színezéket is kézzel mozgatott késsel préselik át a szita nyílásain. A síkfilmnyomógépeken megoldották mindezeknek a fizikailag is megterhelő műveleteknek a gépesítését, amivel jelentősen megnövelték a filmnyomás termelékenységét. Míg kézi síkfilmnyomással óránként 20–40 m kelmét tudnak megmunkálni, a síkfilmnyomógépen ez 400–1500 m-re is növelhető.
- Rotációs filmnyomásnál a nyomószerszám egy vékony falú, perforált, varrat nélküli nikkelcső. A megvilágításos (a fényérzékenyített nyomószerszám felületére helyezett diapozitív ráfotózásával történő) sablonkészítés során csak a mintaelemnek megfelelő részeknél marad meg a sokszögalakú nyílások áteresztő képessége, a hengeres cső többi palástrészét saválló lakkréteg fedi. A mintának megfelelő felületrészek perforáltak, így átengedik a hengeres sablon belsejéből átpréselt színezőpépet. Annyi ilyen hengert helyeznek egymás mellé, ahány színű mintát nyomnak. Ez alatt a hengersor alatt halad el a kelme, amelyre így a hengeres sablonok egymás után rányomják a hozzájuk tartozó színt.[38]

A rotációs filmnyomás sokkal termelékenyebb eljárás, mint akár a gépesített síkfilmnyomás, az áthaladó kelme sebessége elérheti a 80–100 m/min-t is.
- Szitanyomás a népszerű elnevezése a textiliparban a síkfilmnyomásnak darabárun (pl. T-ingeken) történő megoldása. A mintázandó ruhadarabot keretre feszítik és ráhelyezik a nyomósablont, amelyen kézzel – vagy korszerűbb eljárással géppel – préselik át a nyomópépet. Itt is minden színhez külön sablon tartozik, amelyeket egymást követően helyeznek el a mintázandó felületen. Nagyon fontos a sablonok pontos elhelyezése, erre ütközők szolgálnak. Ma már automata szitanyomógépek is vannak, amelyeknél a munkásnak csak a nyers munkadarabok felhelyezése és a nyomott munkadarabok levétele a feladata, a sablon felhelyezését és a színezék átpréselését a gép maga végzi. Ezeken a gépeken egy vonalban vagy körben elhelyezve (az utóbbi gép neve: karusszel) több munkaállomás van, minden színhez külön-külön, azaz ahogy a munkadarabot a gép az egyik állomástól a másikhoz továbbítja, egymást követik a különböző színű nyomások. Az utolsó állomás a szárító egység.[39]

### Digitális nyomás (nyomtatás)
A digitális nyomás (nyomtatás) ma a legkorszerűbb színnyomási technika a textiliparban. Alkalmazása az 1970-es években kezdődött a szőnyegek színnyomásával, majd az 1990-es évek közepétől teljesedett ki.
A digitális nyomás gyakorlati kivitelét a tintasugaras nyomtatás jelenti. A különböző színű folyékony színezékeket számítógéppel vezérelt fúvókákon keresztül, nagyon apró cseppek formájában juttatják a textilanyagra, az ugyancsak számítógéppel megtervezett, digitalizált minta alapján. A korszerű gépeken akár 64 fúvóka is lehet, mindegyik más-más szín felvitelére szolgál. Ez az eljárás lehetővé teszi, hogy a minta akár egyetlen véget is teljesen beborítson, azaz a mintaelem méretének gyakorlatilag nincs korlátja. (Ezt használják ki például nagyméretű reklámhordozók, zászlók előállításánál.) Ehhez az eljáráshoz leggyakrabban pigment színezékeket használnak, amelyekbe a kötőanyagot előzőleg bekeverték, így a nyomást követő szárításnál a színezék már rögzítődik is a kelmén. Más eljárásnál előkezelt kelmét használnak, amelyre – a nyersanyagától függően – savas vagy reaktív színezéket nyomnak és a nyomást követően gőzölést, mosást és szárítást alkalmaznak a színezék rögzítésére.
Vannak olyan tintasugaras színes nyomtatók is, amelyeken textil darabárura (pl. T-ingre) közvetlenül lehet a számítógépen megtervezett vagy digitalizált fényképen alapuló színmintát felvinni. Ez az ún. DTG (direct-to-garment – nyomtatás közvetlenül a ruhadarabra) eljárás.
A digitális nyomás előnyeihez tartozik környezetbarát volta: csak a valóban hasznosított színezékfelhasználást biztosítja (nincs fölösleges, ártalmatlanításra váró maradék) és – hacsak nincs szükség utólagos mosásra – nem igényel vizet. Mindez csökkenti a környezet terhelését.

### Transzfer nyomás
A transzfer nyomásnál a mintát először speciális papírra nyomtatják. Ehhez olyan színezéket használnak, amely hő és nyomás hatására átvándorol a textilanyagra. Megvalósítása az ún. szublimációs nyomás, ahol a mintát egy szublimálni képes színezékkel papírra nyomtatják. A papírt nyomott felületével a kelmére fektetik és erősen rápréselik, miközben 180–210 °C hőmérsékletre hevítik. A színezék a hő hatására szublimál (azaz szilárd anyagból légneművé válik, anélkül, hogy közben a folyadék halmazállapoton is átmenne), bediffundál a textilanyagba és ott rögződik. Erre a célra a diszperziós színezékek megfelelő típusai alkalmasak. Az alkalmazott papírnak nem szabad túl nedvszívónak lennie, hogy a rányomtatott színezékeket ne nagyon szívja magába. Az eljárás elsősorban poliészter, poliamid, acetát és triacetát anyagú textíliákhoz használható, de a legjobb színtartósági eredményeket poliészteren adja. Pamutra, viszkózra ez az eljárás nem használható.
Darabárun alkalmazott közvetett nyomásnál a számítógépen megtervezett vagy lefényképezett és digitalizált mintát előzőleg egy színes tintasugaras nyomtatóval speciális bevonattal ellátott papírra nyomtatják, ezt a képpel lefelé a textilanyagra fektetik, majd hő és nyomás egyidejű alkalmazásával a színezéket átszublimáltatják a papírról a textilanyagra. Ezt az eljárást leggyakrabban készre konfekcionált termékek (pl. T-ingek) díszítésére használják. Mivel ezek leggyakrabban pamutból vagy nagy pamut tartalmú pamut/poliészter kelméből készülnek, ilyen nyersanyagú termékek nyomásához speciális színezékre van szükség.

## Víztelenítés, szárítás
A különböző nedves kezelések után a textilanyagot víztelenítik és megszárítják.
A textíliák a nedvességet háromféleképpen képesek megkötni:
- mechanikus úton (adherált nedvesség) – ez a textília hézagaiban mechanikailag megkötött víz. A nehézségi erő hatására önmagától is eltávozik (kicsöpög);
- kapilláris kötődéssel – a nedvesség a szálasanyagok üregeiben helyezkedik el és ott a kapilláris erő tartja meg;
- adszorpciós kötéssel – itt a vízmolekulák a láncmolekulák hidrofil csoportjaihoz kötődnek. Az adszorpciós nedvesség mértéke a levegő relatív nedvességtartalmától függ és egyensúly esetén ezt a nedvességtartalmat a textília „légszáraz” állapotának nevezik.

A víztelenítés szakaszos eljárásokban centrifugálással, folyamatos eljárásokban a víz hengerpárok közötti kipréselésével vagy vákuumos leszívással történik. Centrifugálással 50–70%-ra, széles állapotban történő kipréseléssel 60–70%-ra, leszívatással kb. 100 %-ra csökkenthető a textília nedvességtartalma.
A szárítást – azaz a textilanyag kapillárisaiban még meglévő nedvesség elpárologtatását – áramlásos hőátadással (forró levegővel vagy túlhevített gőzzel), vezetéses hőközléssel (fűtött dobokon való átvezetéssel), vagy hősugárzással (nagyfrekvenciás erőtérben, mikrohullámú szárítóberendezésben, vagy infravörös sugárzóval) végzik.

## Hőrögzítés
A hőrögzítés a hőre lágyuló szintetikus szálasanyagokból (poliamid, poliészter stb.) készült textíliák kikészítésének nélkülözhetetlen művelete.
A szintetikus szálasanyagok hosszú, fonalszerű láncmolekulákból épülnek fel, amelyek a kész szálban a száltengellyel párhuzamosan, hosszirányban rendeződnek. Az egyes láncmolekulákat egyrészt Van der Waals-féle erők, másrészt hidrogénkötések tartják össze. A textilipari feldolgozás során a láncmolekulák között olyan átrendeződések mennek végbe, amelyek a termék tulajdonságaira nézve hátrányosak. A hőrögzítés során előidézett magas hőmérsékletű hőközlés, majd az azt követő hirtelen lehűtés abban az állapotban rögzíti a láncmolekulákat, amiben az adott helyzetben éppen vannak. Ha a későbbiekben ennél alacsonyabb hőmérsékleten kezelik a textíliát, a molekulaszerkezet már nem változik meg ill. visszaalakul a hőrögzítésnek megfelelő állapotába.
A hőrögzítéssel elérni kívánt célok:
- megfelelő alak- és mérettartás hossz- és keresztirányban egyaránt,
- a forralásos kezelések során a törésmentesség biztosítása,
- a gyűrődési hajlam csökkentése,
- a rendezett szálszerkezet ill. – kötöttáruknál – a rendezett szemszerkezet biztosítása,
- a fogás javítása.

A hőrögzítés forró vízben (100 °C-on), telített gőzben (110–135 °C-on), túlhevített gőzben (190 °C-on) vagy forró levegőben (80–220 °C-on) végezhető, valamivel az adott szálasanyag olvadáspontja alatt. Az optimális hőrögzítési hőmérséklet és időtartam a nyersanyagtól függ. Forró vizes hőrögzítésnél az időtartam 15–120 perc, telített gőzös eljárásnál 10–30 perc, forrólevegős eljárásnál 3–15 másodperc. Poliészterből készült textilanyagoknál például (a poliészter olvadáspontja 255–260 °C) a forróvizes hőrögzítést 100 °C-on 120 percig, a telített gőzös hőrögzítést 140 °C-on 10–30 percig, a forró levegős hőrögzítést 220 °C-on 3–15 másodpercig végzik.

## Száraz kikészítési műveletek

### Bolyhozás
A kelmék, darabáruk (pl. sapkák, sálak, kesztyűk) bolyhozásának célja laza szálréteg kialakítása a kelme egyik oldalán, amivel a hőszigetelés növelhető és kellemes lágy fogás biztosítható. Régebben takácsmácsonyával (Dipsacus sativus) berakott hengert használtak erre a célra, de a korszerű bolyhozógépeken kártolószalaggal bevont hengereket alkalmaznak. A kelmebolyhozó gépen körkerület mentén 24–30 ilyen, forgó és egyben keringő henger helyezkedik el, ezekre fektetve vezetik a kelmét, amelynek felületéből a kárttűk kihúzzák a szálakat. A bolyhozó hatás három mozgás következtében jön létre: a kelme haladásának, a bolyhozó hengerek forgásának és keringő mozgásának összetevőjéből. A bolyhozás erőssége az említett három mozgás sebességének arányával változtatható. A bolyhozóhengerek keringési iránya a kelme haladásával egyező, forgásirányuk azzal ellentétes irányú. A páros számú hengereken a kárttűk hegye a kelme haladási irányával szemben, a páratlan számúakon azzal egyező irányában áll, így az előbbiek kiemelik a szálakat (ezek a tulajdonképpeni bolyhozóhengerek), az utóbbiak (az ún. nemezelőhengerek) pedig lesimítják azokat.
Lánchurkológépen, poliamid filamentfonalból készült velúrkelmék esetében a kelmeszerkezetből kiemelt szálakból hurkok keletkeznek, a filamentet alkotó szálakat nem szakítják el. Az erre szolgáló bolyhozógépeken csak nemezelőhengereket alkalmaznak.
Darabáru- (pl. kesztyű, sál stb.) bolyhozógépeken ma is használnak takácsmácsonyákat, de a korszerű berendezéseken itt is kis, kártbevonatú hengerek végzik a műveletet.

### Csiszolás
Csiszolásnál a kelmét csiszolópapírral bevont, forgó hengerek fölött vezetik el, amelyek a felületi elemiszálakat feltépik és a szálvégeket egyenletesen szétterítik.

### Nyírás
Nyírással a bolyhozással kiemelt elemiszálakat nyírják egyforma hosszúságúra, hogy egyenletes vastagságú bolyhfelületet érjenek el. A nyírógépen egy a gép szélességében húzódó, vízszintes síkú egyenes kés van, továbbá egy forgó henger, amelyre spirálisan több menetben késszalagokat rögzítenek. A kelmét az egyenes kés és a késes henger közé vezetik, úgy, hogy bolyhos felülete a henger felé essék. A két késrendszer olló szerűen működik és elnyírja a közéjük kerülő szálakat. A kelme és a kések egymástól való távolsága határozza meg, hogy milyen vastagságú bolyhfelület (szaknyelven: flór) alakuljon ki. A nyírásnak szőnyegek, műszőrmék, takarók, a meleg sportruházati termékekhez készült ún. polar fleece(en) (polárflísz)  kelmék gyártásában fontos szerepe van.

### Zsugorítás
A természetes alapanyagú textíliák vizes állapotban zsugorodnak ("összemennek"), aminek fő oka az, hogy az elemiszálak nedvesség hatására megduzzadnak és rövidülnek. Ez a jelenség a készáruban hátrányos, mert megváltoznak a termék kész méretei. Megelőzésére az erre hajlamos kelméket mechanikai úton előzsugorítják. Erre az egyik lehetőség, hogy a kelmét feszítés nélkül, meleg, nedves kezelésnek vetik alá, majd feszültségmentesen szárítják, azaz hagyják bezsugorodni. A zsugorító berendezésekkel mechanikai úton tömörítik a kelmeszerkezetet.
Pamutszövetek zsugorítására a szanforizálás műveletét alkalmazzák. A gőzöléssel előnedvesített szövetet előfeszített állapotban egy forgó dobra vezetik. A hosszirányú feszítés hatására a láncfonalak kiegyenesednek, az ezeket keresztező vetülékfonalak az eredeti állapotukhoz képest jobban behullámosodnak, miáltal a szövet szélességében zsugorodik. A hosszirányú zsugorítást úgy érik el, hogy a dobra egy végtelenített gumi- vagy nemezkendőt feszítenek. A szövet a dob és a kendő közé kerül. A dobra feszített, meglehetősen vastag kendő belső – a szövettel érintkező – oldala a hajlítás folytán zsugorodik, ezért a hozzá tapadt szövetet is zsugorítja, tömöríti.
Gyapjú- és gyapjú típusú keverékszövetek zsugorítására, méretrögzítésére a dekatálás művelete szolgál. A gyapjú ugyanis nedvesség és hő hatására alakítható. A szálakat alkotó láncmolekulák hő és nedvesség hatására felszakadnak, az alakváltozást előidéző erők hatására új helyzetet vesznek fel, közöttük új kapcsolatok létesülnek, amelyek lehűtéskor rögzítődnek. Ha a szövet hőkezelése forró, lehűtése hideg vízzel történik, nedves dekatálásról, ha viszont a hőkezelés forró gőzzel, a lehűtése pedig hideg levegővel történik, száraz dekatálásról beszélünk.
A gyapjú kötöttáruk zsugorítását gőzöléssel végzik. Itt szintén a dekatálásnál említett folyamat játszódik le. A gőzölt textíliát simán, feszültségmentesen engedik át a zsugorítógépen, itt szabadon bezsugorodhat, majd gyorsan lehűtik, hogy a gyapjúszálak újonnan felvett alakja rögzítődjék.
Kötött kelmék esetében sok esetben szintén a szabad zsugorodás elvét alkalmazzák, de vannak szabályozott tömörítőgépek is erre a célra. Ezeknek is az az elve, hogy az előgőzölt kelmét egy fűthető vályús présen engedik át, az adagolást egy hengerpár végzi. A kelme a vályú és a bele illeszkedő forgó dob közé szorulva tömörödik, mert a dob kisebb kerületi sebességgel forog, mint a bevezető hengerpár által meghatározott kelmesebesség. Más megoldásnál a vályút és a dobot egy hengerpár helyettesíti, ahol ez a hengerpár kisebb kerületi sebességű, mint amekkora a kelme bevezetési sebessége. A méret stabilitását itt is lehűtéssel biztosítják.
Egy másik eljárásnál a kötött darabáruk zsugorítását forgódobos hőkezelő gépben (tömblerben) végzik.

### Szövetek vasalása
A vasalás (kalanderezés) a pamut- és pamut típusú szövetek jellemző kikészítési művelete. Célja a szövet tömörítése, fényes felület, vagy belepréselt mintázat előállítása. A vasalógépen a szövetet nagy erővel egymáshoz szorított, merev és rugalmas felületű, fűtött hengerek között vezetik át. A nyirkos szövet hő hatására képlékennyé válik és felveszi a hengerek között kialakított állapotát. A merev és rugalmas hengerek kerületi sebességének viszonya szerint különféle hatások érhetők el.
A hernyóselyem-, viszkóz- és gyapjúszövetek vasalása kisebb nyomással, ún. préseléssel történik, mert ezek az anyagok a pamutszöveteknél a hengerek között alkalmazott nagy élnyomást nem viselnék el. A préselőgépeken egy érdes felületű préshenger és egy sima felületű vályú közé vezetik az előgőzölt szövetet. A préshatást a vályúnak a hengerhez szorításával érik el. A szövet vályúval érintkező felülete kifényesedik. Ennek megszüntetésére gyapjúszöveteknél – ha szükséges – száraz dekatálást alkalmaznak. Itt a szövetet egy együttfutó szövettel együtt feltekercselik egy perforált hengerre és meghatározott ideig gőzt fúvatnak át a tekercsen, majd hideg levegő átfúvásával lehűtik a szövetet. A gyapjúszövetek nedves dekatálása ezzel szemben szép fényt, sima felületet eredményez. Itt forró vizet préselnek át a szövettekercsen és a lehűtés is hideg vízzel történik. A fényhatás a hűtés sebességével szabályozható.

### Kötött kelmék vasalása
A körkötött kelméket vasalókalandereken vasalják. A szélességtartóval kifeszített kelmét gőztérben, fűtött hengerek között vezetik át, amelyek elvégzik a kelme simítását és beállítják annak méreteit. Túladagolással a kelme zsugorítása is megvalósítható.
A síkkötött kelméket ill. az ezekből készült idomdarabokat, vagy a készre konfekcionált kötöttárukat (pl. pulóvereket) síklapú gőzölő-vasalógépen kezelik. A vasalandó terméket a perforált felületű asztalra fektetik, kisimítják, majd ráhajtják a fedelet. Alulról gőzt vezetnek a gépbe, ennek hatására az áru átnedvesedik, a fedelet pedig fűtik. Így megtörténik a vasalás, amelynek végeztével a gőzt leszívják, majd a fedél felemelésével a termék eltávolítható.
A harisnyák és zoknik szárítását és vasalását egy műveletté összevonva fém lábformára húzva végzik (a szaknyelv ezt formázásnak nevezi). Az egymás mellé, láncpályára szerelt lábformákra nedves állapotban húzzák fel a harisnyákat ill. zoknikat, amelyek folyamatosan áthaladnak a fűtőtéren, ahol megszáradnak, kisimulnak és egyben felveszik a lábforma alakját.

### Mintás préselés
A mintás préselés (gofrírozás) célja a szövetbe belepréselt – három dimenziós – mintázat előállítása. Ruhaanyagokat, takarókat, ágyneműket, szőnyegeket vagy függönyöket mintáznak ezzel az eljárással, többnyire a különleges megjelenés és a magasabb érték elérése érdekében. Előállítása olyan kalanderen történik, amelyen a kelmét két, egymással nagy erővel összeszorított henger között vezetik át. Az egyik hengerébe belevésik az adott mintázatot, a másik henger puhább bevonatú. A kalanderezés közben előállított nagy nyomáson és hőmérsékleten a mintázat belepréselődik a kelmébe. A mintázat szintetikus szál tartalmú kelméknél a magas hőmérséklet miatt hőrögzítődik, természetes szálasanyagú (pl. pamut-) kelméknél műgyantás kikészítéssel mosásállóan rögzíthető. 

## Kémiai végkikészítés

### Telítés (appretálás)
A telítő kikészítés (appretálás) célja a szövet keményebbé, merevebbé, vagy éppen lágyabbá, teltebb fogásúvá tétele, vagy a szövet nehezítése.
A merevítő-ragasztó anyagok természetes (növényi, állati) vagy nagymolekulájú szintetikus anyagok. A legjellegzetesebb növényi eredetű ragasztóanyag a keményítő. Használnak még cellulóz-étereket és vízoldható polimereket (pl. polivinil-alkoholt), de ezekkel nem lehet tartós hatást elérni (kimoshatók). 
Lágyító anyagok a paraffin-, viasz- és olajemulziók, továbbá különböző felületaktív anyagok.
A töltő- és nehezítő anyagok kitöltik a fonalhézagokat és növelik a szövet súlyát. Erre a célra pigmenteket használnak, amelyeket ragasztóanyag köt a szövethez.
Annak érdekében, hogy a telítés mosásálló legyen (vagyis mosásánál ne veszítse el a hatását), kiegészítő vegyszer adagolására van szükség. Ez történhet
- műgyanta- (pl. karbamid-) előkondenzátum és katalizátor hozzáadásával; a kezelést követő szárításnál a műgyanta kondenzálódik,
- műgyanta-kondenzátum alkalmazásával, vagy
- reaktív kikészítőanyagok használatával.

Egyes termékek, mint például a ruházati bélésanyagok, tüll, csipkék, szalagok, tartós merev kikészítést igényelnek. Ezt műgyanta-előkondenzátum hozzáadásával biztosítják.
Ha a telítő appretálás túl keményre, merevre sikerült, a szövet fogásának javítása érdekében a szövetet puhítani kell, amire a törés művelete szolgál. Erre ún. törőgépeket használnak. Ezen a szövetet olyan pályán vezetik, amely sok éles irányváltásra kényszeríti azt, így az appretanyag kitöredezik, de nem távozik el a szövetből.

### Nemesítő kikészítések
A nemesítő kikészítések célja a textília használati értékének növelése, új, a használat szempontjából előnyös vagy fontos tulajdonságok biztosítása.

#### Gyűrődéscsökkentés
A textíliák gyűrődési hajlama elsősorban nyersanyaguk belső szerkezetétől függ. Ha a szálat felépítő nagymolekulájú anyag láncmolekulái olyan helyzetben vannak, hogy rugalmas nyúlást biztosítanak, azonkívül a mulekulaláncok elcsúszását pl. fővegyértékek akadályozzák, akkor a szálasanyag nem gyűrődik, azaz gyűrődései hamar kisimulnak. A gyapjú ebből a szempontból nagyon előnyös, a cellulóz alapú szálak (pl. pamut, len, viszkóz) azonban gyűrődésre erősen hajlamosak. A gyűrődési hajlamot ezenkívül a textília fonal- és kelmeszerkezete is befolyásolja.
A pamuttextíliák gyűrődési hajlamát a lúgozás, mercerezés csökkenti ugyan, de tartós gyűrődéscsökkentéshez műgyantás kezelésre van szükség. A textíliára felvitt előkondenzátum kondenzálás után, a molekulák közötti teret kitöltve és rugalmas keresztkötéseket kialakítva csökkenti a gyűrődési hajlamot. Ennek a kezelésnek a viszkózra nézve nincs káros hatása, de a pamut és a len szakítószilárdságát 20–40%-kal csökkenti.
Az ún. könnyen kezelhető textíliák esetében a jó száraz gyűrődésmentességen kívül a nedves gyűrődésmentesség elérése is cél. A „könnyű kezelhetőség” a viselés közben kialakult gyűrődések feloldódásában, a mosás közbeni kis gyűrődési hajlamban, a simára száradásban és abban nyilvánul meg, hogy a termék mosás és száradás után nem igényel vasalást. Ez elsősorban olyan textilanyagokkal érhető el, amelyek hőrögzíthető szintetikus szálasanyagot (poliamid, poliészter) tartalmaznak. A természetes szálasanyagokból készült textíliák esetében megfelelő műgyantás kikészítésre van szükség.
A szintén műgyantás kezeléssel készült permanent press (vasalástartó) kikészítés a könnyű kezelhetőségen túl alak és formatartást és a vasalási él megtartását is biztosítja. Ingek, blúzok, nadrágok élei, hajtásai így tartósan megmaradnak. Elsősorban pamut/poliészter és viszkóz/poliészter keverékű szövetekre alkalmazzák.
A NE-VA kikészítés hatására a szövet simán szárad, nem, vagy csak nagyon enyhe simítóvasalást igényel. Mosásban a pamutszövet legfeljebb 2,5%-ban zsugorodik. Elsősorban pamut férfiingeknél használják.
A különböző nemesítő kikészítések általában a szövet szilárdságcsökkenését okozzák. A szakítószilárdság csökkenését a szálak nyújthatóságának csökkenése okozza. A szál belső szerkezete annyira rögzítődik, hogy terheléskor nincs lehetőség az egymás melletti láncfonalak elcsúszására és a húzóerők egynetlenül oszlanak el. Ennek ellensúlyozására az ML eljárást (Micro-Length-Stretching) alkalmazzák. A láncfonalaknál általában gyengébb vetülékfonalak kis tartományban történő nedvesítése és ebben az állapotban történő feszítése a terhelő erők jobb eloszlását eredményezi. A vetülékfonalak hullámossága részben csökken, ezért a kezelés hatására a szövet szélessége növekszik.

#### Gyapjútextíliák nemezelődésgátló kikészítése
A gyapjú nemezelődése nedves állapotban, mozgatás hatására jön létre, aminek oka a gyapjúszálak pikkelyes felülete. A mozgatás hatására a szálak ellentétes irányú pikkelyei összeakadnak és a textília tömörödését okozzák. A nemezelődési hajlam a pikkelyszerkezet módosításával csökkenthető. A pikkelyszerkezetet polimerfilmmel leragasztják, így a pikkelyek nem tudnak egymásba akadni. Más eljárásnál a pikkelyeket egy savat és klór tartalmazó fürdőben részlegesen eltávolítják, majd a szálakat egy polimerbevonattal látják el. Ezt az ún. superwash kikészítést a fonási folyamatban (a fésült szalagon), szöveten és már készre konfekcionált kötöttárun egyaránt alkalmazzák. Az így kezelt gyapjúáru langyos vízben, semleges mosószerrel, akár mosógépben is anélkül mosható, hogy nemezelődnék és emiatt összemenne (zsugorodna). Figyelembe kell azonban venni, hogy a superwash kezelés – hacsak nem reaktív színezékkel színezték – kissé rontja a termék színtartóságát.

#### Vízállóságot javító kikészítés
Egyes textiltermékek – mint például ponyvák, kempingcikkek, esőkabátok, szabadidő-öltözékek, esernyők stb. – gyártásához olyan kelmét kell használni, amelyek nem eresztik át a vizet (vízhatlanok), vagy legalábbis amelyekről leperegnek a vízcseppek. Ezeket a tulajdonságokat is a kelme megfelelő kikészítésével érik el, de előfeltétel, hogy maga az alapszövet is nagyon sűrű szerkezetű legyen, ne legyenek nagy hézagok a fonalak között.
- A vízhatlan tulajdonságot biztosító kikészítésnél a szövet hézagaiba nagymolekulájú anyagot (polimert) építenek be. Alumínium- vagy cirkóniumsó tartalmú paraffin- (viasz-) emulziót visznek fel a szövetre; a paraffin a felületen lerakódik és a szárítás során a szövetszerkezetbe is behatol. A fémsó maga is víztaszító hatású. Az alumínium–paraffin emulziós kikészítés azonban nem mosásálló, a cirkon–paraffin ebből a szempontból jobb, víztaszító hatása is jobb, és műgyanta-előkondenzátummal rögzíthető is. A természetes szálakból álló szöveteken alkalmazott paraffin emulziók szintetikus szálasanyagú szöveteken nem elég hatásosak, azokon műgyanta–zsírsav kombinációjú impregnálószerek jobb eredményt adnak. Ennek az eljárásnak hátránya, hogy mivel a szövet hézagait eltömi, megszünteti annak pára- és légáteresztő képességét is.

- A vízlepergető tulajdonságot adó kikészítés a kelme felületének kritikus felületi feszültségét a víz kritikus felületi feszültsége alá csökkenti, ezáltal a vízcseppek leperegnek róla. A kezelés a textíliát nem teszi vízhatlanná. Mivel a textília pórusrendszere nem változik meg, így pára- és légáteresztő képessége megmarad. Vízlepergető hatást egyebek között fémsó tartalmú paraffin-emulzióval, polisziloxánnal (szilikonnal), reaktív amidszármazékokkal történő kezeléssel érnek el.

A víz behatolása elleni védelem szintjét a vízoszlop-nyomás mérésével határozzák meg. A vízoszlop-nyomás (mmH2O, v.o.mm) egysége az egy milliméternyi vízoszlop alatt uralkodó hidrosztatikai nyomás: 1 mmH2O megfelel 9,81 Pa nyomásnak. Egy vízálló textíliát akkor nevezhetünk vízállónak, ha vízáteresztő képessége legalább 6000 mmH2O. 6000–10 000 mm között enyhén vízálló, azaz enyhe eső, átlagos hóesés esetén még nem ázik át. 11 000–15 000 mm között közepesen vízálló, 16 000–20 000 mm között már erős esőnek és havasesőnek is ellenáll, 20 000 mm fölötti vízállóság már nagy zivatar esetén is jól véd.

#### Szennyeződést csökkentő kikészítés
A szintetikus szálakból és keverékeikből késült textíliák jobban szennyeződnek, mint a tisztán természetes szálasanyagú kelmék, a szenny erősebben kötődik hozzájuk és mosással vagy vegytisztítással nehezebben távolítható el. Ezért van jelentősége annak a kikészítési eljárásnak, amely csökkenti a szennyeződések megkötődését a textílián.
A szennyeződés csökkentő kikészítések általában a szennyeződés meghatározott fajtája (porszerű száraz, vizes vagy olajos) ellen nyújtanak védelmet.
Kétféle eljárást különböztetünk meg: a szennytaszító és a szennyeleresztő kikészítést.
- Szennytaszító kikészítés

A száraz, porszerű szennyeződések gyakran a textilanyag elektrosztatikus feltöltődése következtében kerülnek a textíliára, ezért a textília antisztatikus kikészítése nagyban akadályozza megtelepedésüket. Vannak azonban más módszerek is: például a szálakra szilárd fémoxid-pigmenteket juttatnak, amelyek részecskemérete kisebb, mint a szennyezőanyagok átlagos részecskemérete. Ezek a pigmentrésecskék eltömik a textília szerkezetéből adódó hézagait és a szennyezőanyag már nem tud oda behatolni.
A vizes szennyeződés megakadályozására a textíliát víztaszító (hidrofób) hatású (pl. szilikonos) kikészítéssel látják el, így a vízben oldott szennyező anyagok erről a felületről könnyen leperegnek.
Az olajos szennyeződések eltávolítására olajtaszító (oleofób) kikészítő kezelést alkalmaznak a textílián. Ez egyúttal a vizes szennyeződéseket is eltávolítja és vízlepergetővé is teszi a kelmét, azonban a tapasztalat szerint a szilárd szennyezőanyagok jobban megtapadnak az ilyen felületen.
- Szennyeleresztő kikészítés

A szennyeleresztő (soil release) kikészítés nem akadályozza meg a szennyeződés megtelepedését a textília felületén, de megkönnyíti annak eltávolítását. Olyan anyagokkal vonja be a textília felületét, ami gátolja a szennyeződés behatolását és mosáskor a szennyeződött réteg eltávolítható. Ezt a hatást úgy érik el, hogy hidroxil- és karboxilcsoportokat, valamint éterkötéseket tartalmazó vegyületekkel növelik a hidrofil csoportok mennyiségét a kelme felületén. Ma már léteznek nanotechnológiai eljárások is, ezek összefüggő, víz- és olajtaszító bevonatot képeznek a kelme felületén.

#### Antisztatizáló kikészítés
A szintetikus szálasanyagok kellemetlen tulajdonsága, hogy száraz állapotban dörzsölés hatására sztatikus elektromossággal töltődnek fel. Emiatt összetapadnak, szikráznak, magukhoz vonzzák a levegőben lebegő porszemcséket és más szennyezőanyagokat. A jelenség oka, hogy ezek az anyagok elektromosan szigetelő anyagok, a nedvességet nem vagy alig szívják, így róluk a töltések nem távoznak el. Ennek a tulajdonságnak a csökkentésére szolgál az antisztatizáló kikészítés, amit tiszta szintetikus anyagból készült, vagy szintetikus szálakat jelentős mennyiségben tartalmazó textíliákon alkalmaznak.
Az antisztatizáló kikészítés lényege az, hogy a szálak felületére olyan vegyszereket visznek fel, amelyek hidrofillé és ezáltal vezetővé teszik azt és így megakadályozzák az elektromos feltöltődést. A legtöbb antisztatikus kikészítés a töltés csökkentésén és a felületi vezetőképesség növelésén alapul. Erre a célra szilikon emulziók, polietilén-emulziók, polietilén-glikolok, poliammónium-kvaterner sók, akril polimerek használhatók. Valójában a szilikon-emulzió azáltal hat, hogy csökkenti a szálak közötti súrlódást és így a feltöltődési hajlamot, de további előnyökkel is jár (szennytaszíztó tulajdonság, puhaság és rugalmasság).

#### Göbösödés mentesítő (antipilling) kikészítés
A göbösödési (csomósodási, pillingesedési) hajlam a font fonalakból készült textíliák egyik tulajdonsága. Dörzsölés hatására a kelmefelületen – ahhoz néhány szállal erősen kötődő – kuszált szálcsomók alakulnak ki, amelyek elcsúfítják a terméket. Egyes szálasanyagfajták kevésbé, mások erősebben hajlamosak göbképződésre: minél kisebb a szálak szakítószilárdsága, annál nagyobb a valószínűsége, hogy ezek a göbök használat közben leszakadnak és viszont. Befolyásolja a göbösödési hajlamot az alkalmazott fonal sodratszáma is: minél lazább szerkezetű a fonal, annál könnyebben szabadulnak ki belőle szálak. Különösen hajlamosak a göbösödésre a gyapjú- és egyes, viszonylag nagy szakítószilárdságú szintetikus szálakból (poliakrilnitril, poliészter) készült textíliák. 
A göbösödési hajlam csökkentésére irányuló kikészítés feladata az, hogy megakadályozza az elemiszálaknak, szálvégeknek a kelme felületére való kijutását, azáltal, hogy a szálakat a fonalban rögzíti.
A göbösödési hajlam a nyersanyag és a kelmeszerkezet függvényében többféle módon csökkenthető:
- a gyapjúszövet kikészítése során alkalmazott végső dekatálás csökkenti a göbösödést;
- a szintetikus szálakat tartalmazó szöveteket a vegyi lágyításon és az antisztatizáláson kívül színezés után kefélik, nyírják és perzselik. Ezekkel a műveletekkel a felületre húzzák és eltávolítják (lenyírják) a kiszabadult szálvégeket, ill. a szintetikus szálak végeit leragasztják. Hasonló hatása van a hőrögzítésnek is;
- a szövet felületét akril- vagy vinilpolimer-filmmel vonják be, ami leragasztja a kiálló szálvégeket;
- a szálak csúszásának megakadályozása felületük érdesebbé tételével, alumíniumhidrát diszperzió használatával;
- kötött kelmék esetében a fonal vagy a kelme megfelelő lágyításával és antisztatizálásával az elemiszálak súrlódása és elektromos feltöltődése csökken, ami a csomócskák kialakulását gátolja.

#### Lánggátló kikészítés
Egy textília hajlama arra, hogy lángra lobbanjon, elsősorban a nyersanyagától, valamint kelmeszerkezetétől függ (a könnyű, laza szerkezetű textíliák jobban égnek, mint a sűrű, nehéz anyagok). Egy anyag tűzveszélyességét elsősorban a pirolízis (hő okozta lebomlás) mechanizmusa és a pirolízisgázok összetétele határozza meg. Egy textilanyag akkor különösen tűzveszélyes, ha pirolízis-hőmérséklete alacsony, és ha a pirolíziskor sok éghető vegyület keletkezik, illetve akkor, ha öngyulladási hőmérséklete alacsony és a pirolízis gyors, azaz ha az égés sebessége nagy. 
Az égéshez oxigén kell. A levegő oxigéntartalma 21%. Az ún. oxigén index (Limited Oxygene Index, LOI) a polimerek éghetőségének egyik mérőszáma. Ez az a – százalékban kifejezett – minimális oxigénkoncentráció egy oxigén–nitrogén keverékben, amely alatt az égés a vizsgálati körülmények között leáll. Egy anyag annál jobban ég, minél alacsonyabb az oxigénindexe. A polipropilén LOI-értéke például 17,5%, azaz égéséhez az szükséges, hogy az oxigén–nitrogén keverékben legalább 17,5% legyen az oxigén aránya. A poliakrilnitrilnél ez az érték 18,2%, a poliamid 6-nál 20%, a poliészternél 21–24%, a poliamid 6.6-nál 24–29%.
A lángolást gátló kikészítés anyagai lehetnek
- hő hatására égést gátló gázokat (ammónia, szén-dioxid) termelő anyagok,
- a hő hatására megolvadó anyagok (a textilanyagot bevonó olvadt réteg az éghető gázok távozását akadályozza)
- a szálasanyag kémiai átalakítására alkalmas anyagok (amelyek megváltoztatják az anyag gyulladási tulajdonságát).

A legtöbb lángolást gátló anyag szervetlen ammónium- vagy alumíniumvegyület, foszfor, vagy foszfor tartalmú vegyület. Fontos, hogy a lánggátló kikészítés ne károsítsa a textíliát, ne tegye merevebbé, ne legyen mérgező, ne csökkentse a textília légáteresztő képességét és legyen mosás- és vegytisztításálló.

#### Mikroorganizmusok és rovarkár elleni kikészítés
A mikroorganizmusok (mikróbák) elleni kikészítés megvédi a textíliát a mikroorganizmusok károsító hatásával szemben, ill. meggátolja azok elszaporodását a textilanyagon. A védelemnek két válfaja van:
- Passzív kikészítés, amely a textíliát védi a mikroorganizmusokkal szemben. Ez elsősorban természetes szálasanyagú termékek esetében jön számításba, mert a szintetikus szálasanyagokat kémiai szerkezetükből adódóan a mikroorganizmusok nem támadják meg. Passzív védelmet a cellulóz kémiai módosításával lehet elérni (pl. acetilezés, ciánetilezés).[101]

- Aktív védelmet adó eljárások, amelyek a baktériumok fejlődését akadályozzák meg (bakteriosztatikus hatás), vagy elpusztítják azokat (baktericid kikészítés). A gombák fejlődését a fungisztatikus, a gombaölő kikészítést fungicid eljárásnak nevezik.

A védekezést a textilanyag olyan kémiai átalakításával érjük el, ami megszünteti a mikroorganizmusok életműködéséhez szükséges feltételeket az anyagon. Erre réz-, ezüst-, szerves higany-, ón- és cinkvegyületek, fluorvegyületek, fenolszármazékok alkalmasak. A kezelés általában nem tartós, nem mosásálló. A tartósságot műgyanta hozzátéttel lehet biztosítani.
A gyapjú jellegzetes kártevője a ruhamoly. Molykár elleni védelmet olyan kikészítési eljárásokkal lehet elérni, amelyek a gyapjú keratin-polimerláncainak keresztkötéseit módosítják és ezzel a keratint – és ezzel a gyapjút – a moly számára ehetetlenné teszik. A molyirtószerek gyomor- ill. idegmérgek.